# Tropismus
Tropismus (z řeckého tropos, obrat) je orientace živých organismů podle nějaké stimulace, podráždění nebo podnětu, a to beze změny místa (nelokomoční pohyb). Organismus se tedy naklání nebo obrací k podnětu nebo od něho (odvetný pohyb). Tropismus může být pozitivní (směrem ke světlu a podobně), anebo negativní (například proti gravitaci).
Tropismus je velmi rozšířený jev mezi rostlinami i nepohyblivými živočichy, jeden z nejjednodušších projevů dráždivosti. Hraje velkou roli u virů a patogenů.
Rozlišujeme například:
- chemotropismus, způsobený chemickým stimulem
  - aerotropismus, stimulace vzduchem, zvláštní forma chemotropismu
- fototropismus – obracení těla nebo jeho části za světlem
- geotropismus (nebo gravitropismus)
  - pozitivní – růst kořene ve směru gravitace
  - negativní – růst nadzemní lodyhy proti gravitaci
- heliotropismus – pohyb podle Slunce
- hygrotropismus – pohyb za vlhkostí
- termotropismus aj.

Významnými pracemi o tropismech vynikl český biolog Emanuel Rádl.
Geotropismu se věnoval pražský rodák Friedrich Czapek.
Od tropických pohybů, orientovaných vůči podnětu, je třeba odlišit pohyby nastické (neorientované), jako je například otevírání a zavírání květu podle osvětlení.